# Ramzi Aya
Ramzi Aya (Roma, 8 febbraio 1990) è un ex calciatore italiano, di ruolo difensore.

## Biografia
È nato a Roma da padre tunisino e madre italiana. È stato cresciuto dalla nonna materna. È tifoso della Roma.

## Caratteristiche tecniche
Difensore centrale abile nel gioco aereo, è in possesso di una buona visione di gioco.
Ha dichiarato di ispirarsi a Nicolás Burdisso.

## Carriera
Cresciuto nel settore giovanile della Fiorentina, nel 2010 viene ceduto in prestito alla Reggiana. Esordisce tra i professionisti l’8 agosto 2010 nel match di Coppa Italia vinto per 2-1 contro l’Alzano Cene. Il 22 agosto successivo esordisce in Serie C contro il Südtirol (1-1 finale). Il 27 agosto 2011 la formula viene trasformata in compartecipazione e Aya firma un triennale con il club emiliano. Il 31 gennaio 2014, dopo essere rimasto fuori rosa nella prima parte di stagione, passa al Rimini. Con i romagnoli colleziona 13 presenze in Lega Pro Seconda Divisione, siglando il suo primo goal tra i professionisti il 30 marzo 2014 contro il Delta Porto Tolle (1-1).
Il 1º settembre seguente viene tesserato dalla Torres.
Con i sardi colleziona 28 presenze e 2 goal in campionato, realizzando una doppietta alla Cremonese il 21 dicembre 2014 (3-2 finale).
Il 30 agosto 2015 firma un biennale con la Fidelis Andria; al termine della seconda stagione con i pugliesi viene nominato miglior difensore dell'intera Lega Pro. Il 16 luglio 2017 si trasferisce al Catania. Con i siciliani colleziona 83 presenze in due stagioni, sfiorando la promozione in Serie B..
Dopo aver collezionato oltre 250 presenze in Serie C (playoff e playout inclusi), il 20 giugno 2019 passa al Pisa.
Il 23 agosto 2019 esordisce in Serie B in occasione del pareggio a reti bianche (0-0) contro il Benevento. Il 9 novembre seguente ha realizzato il suo primo goal tra i cadetti nel match vinto per 3-2 contro lo Spezia.
Il 21 gennaio 2020 viene ceduto in prestito con obbligo di riscatto alla Salernitana, con la quale debutta in Serie A, il 29 agosto 2021, nella gara casalinga, Salernitana-Roma, persa per 0-4.
Tuttavia dopo la gara con la Roma finisce ai margini della rosa, ragion per cui il 24 gennaio 2022 viene ceduto a titolo definitivo alla Reggina.
Il 6 agosto 2022 viene ceduto in Serie C all'Avellino.
L'8 settembre 2023 la società irpina lo gira in prestito alla Casertana.
Rientrato ad Avellino, dopo una stagione senza essere sceso in campo, il 9 giugno 2025 annuncia sui social il suo ritiro da calciatore.

## Statistiche

### Presenze e reti nei club
Statistiche aggiornate all'8 settembre 2023.
| Stagione              | Squadra               | Campionato            | Campionato | Campionato | Coppe nazionali | Coppe nazionali | Coppe nazionali | Coppe continentali | Coppe continentali | Coppe continentali | Altre coppe | Altre coppe | Altre coppe | Totale | Totale |
| Stagione              | Squadra               | Comp                  | Pres       | Reti       | Comp            | Pres            | Reti            | Comp               | Pres               | Reti               | Comp        | Pres        | Reti        | Pres   | Reti   |
| --------------------- | --------------------- | --------------------- | ---------- | ---------- | --------------- | --------------- | --------------- | ------------------ | ------------------ | ------------------ | ----------- | ----------- | ----------- | ------ | ------ |
| 2010-2011             | Reggiana              | 1D                    | 27         | 0          | CI+CI-LP        | 2+1             | 0               | -                  | -                  | -                  | -           | -           | -           | 30     | 0      |
| 2011-2012             | Reggiana              | 1D                    | 31         | 0          | CI+CI-LP        | 0+1             | 0               | -                  | -                  | -                  | -           | -           | -           | 32     | 0      |
| 2012-2013             | Reggiana              | 1D                    | 23+2       | 0          | CI+CI-LP        | 0+2             | 0               | -                  | -                  | -                  | -           | -           | -           | 27     | 0      |
| Totale Reggiana       | Totale Reggiana       | Totale Reggiana       | 81+2       | 0          |                 | 6               | 0               |                    | -                  | -                  |             | -           | -           | 89     | 0      |
| gen.-giu. 2014        | Rimini                | 2D                    | 13         | 1          | CI-LP           | -               | -               | -                  | -                  | -                  | -           | -           | -           | 13     | 1      |
| 2014-2015             | Torres                | LP                    | 28         | 2          | CI-LP           | 0               | 0               | -                  | -                  | -                  | -           | -           | -           | 28     | 2      |
| 2015-2016             | Fidelis Andria        | LP                    | 29         | 0          | CI-LP           | 0               | 0               | -                  | -                  | -                  | -           | -           | -           | 29     | 0      |
| 2016-2017             | Fidelis Andria        | LP                    | 34         | 3          | CI+CI-LP        | 1+1             | 0               | -                  | -                  | -                  | -           | -           | -           | 36     | 3      |
| Totale Fidelis Andria | Totale Fidelis Andria | Totale Fidelis Andria | 63         | 3          |                 | 2               | 0               |                    | -                  | -                  |             | -           | -           | 65     | 3      |
| 2017-2018             | Catania               | C                     | 34+4       | 1          | CI-C            | 2               | 0               | -                  | -                  | -                  | -           | -           | -           | 40     | 1      |
| 2018-2019             | Catania               | C                     | 35+5       | 1          | CI+CI-C         | 2+1             | 0               | -                  | -                  | -                  | -           | -           | -           | 43     | 1      |
| Totale Catania        | Totale Catania        | Totale Catania        | 69+9       | 2          |                 | 5               | 0               |                    | -                  | -                  |             | -           | -           | 83     | 2      |
| 2019-gen. 2020        | Pisa                  | B                     | 18         | 1          | CI              | 2               | 1               | -                  | -                  | -                  | -           | -           | -           | 20     | 2      |
| gen.-giu. 2020        | Salernitana           | B                     | 15         | 0          | CI              | -               | -               | -                  | -                  | -                  | -           | -           | -           | 15     | 0      |
| 2020-2021             | Salernitana           | B                     | 23         | 1          | CI              | 1               | 0               | -                  | -                  | -                  | -           | -           | -           | 24     | 1      |
| 2021-gen. 2022        | Salernitana           | A                     | 2          | 0          | CI              | 1               | 0               | -                  | -                  | -                  | -           | -           | -           | 3      | 0      |
| Totale Salernitana    | Totale Salernitana    | Totale Salernitana    | 40         | 1          |                 | 2               | 0               |                    | -                  | -                  |             | -           | -           | 42     | 1      |
| gen-giu. 2022         | Reggina               | B                     | 4          | 0          | CI              | -               | -               | -                  | -                  | -                  | -           | -           | -           | 4      | 0      |
| 2022-2023             | Avellino              | C                     | 16         | 1          | CI-C            | 1               | 0               | -                  | -                  | -                  | -           | -           | -           | 17     | 1      |
| Totale carriera       | Totale carriera       | Totale carriera       | 343        | 11         |                 | 18              | 1               |                    | -                  | -                  |             | -           | -           | 361    | 12     |